# Euklideszi axiómák
Az euklideszi axiómákat és posztulátumokat Eukleidész ókori matematikus fogalmazta meg Elemek című művében.

## Axiómákvagy „közismert fogalmak”
1. Ugyanazon dologgal egyenlő dolgok egymással is egyenlők.
2. Ha egyenlőkhöz egyenlőket adunk hozzá, akkor egyenlőket kapunk.
3. Ha egyenlőkből egyenlőket vonunk ki, akkor a maradékok is egyenlők.
4. Ha nem egyenlőkhöz egyenlőket adunk hozzá, akkor nem egyenlőket kapunk.
5. Ugyanazon dolog kétszeresei egyenlők egymással.
6. Ugyanazon dolog felerészei egyenlők egymással.
7. Egymásra illeszthető dolgok egymással egyenlők.
8. Az egész nagyobb, mint a része.
9. Két egyenes nem fog közre területet.

## Posztulátumok vagy „követelmények"
Követeljük meg, hogy:
1. bármely pontból bármely pontba lehessen egyenes vonalat húzni.
2. véges egyenes vonalat folytonosan egyenes vonallá lehessen hosszabbítani.
3. bármely középponttal és sugárral kört lehessen rajzolni.
4. bármely két derékszög egyenlő legyen egymással.
5. ha egy egyenes úgy metsz két másikat, hogy az egyoldalon fekvő belső szögek összege két derékszögnél kisebb, akkor a két másik egyenes találkozzon egymással, ha végtelenül meghosszabbítjuk őket, éspedig azon az oldalon, ahol a szögek összege kisebb két derékszögnél.